# Jan "Tollarparn" Eriksson
Jan Erik Rutger "Tollarparn" Eriksson, född 25 juli 1939 i Lund, död 5 april 2009 i Västra och Östra Vrams församling, var en svensk jazzpianist. 
"Tollarparn" fick sitt smeknamn efter hemorten Tollarp i Kristianstads län. Han anlitades ofta som huspianist i Lasse Holmqvists tv-program, bland annat Här är ditt liv. Under många år var han ackompanjatör till bland andra Sonja Stjernquist, Lasse Lönndahl och Thore Skogman. Sitt första TV-framträdande gjorde Eriksson i Jazztrumpeten från Malmö 1962. Han medverkade i Kvällsöppet 1971 och samma år inleddes det mångåriga samarbetet med Lasse Holmqvist, i programmet På Parkett. Han komponerade även film- och TV-musik och spelade in flera skivor med egen ensemble. ”Tollarparn” utnämndes till Årets skåning 1990.